# Zootrophion leonii
Zootrophion leonii är en orkidéart som beskrevs av David Edward Bennett och Eric Alston Christenson. Zootrophion leonii ingår i släktet Zootrophion och familjen orkidéer. Inga underarter finns listade i Catalogue of Life.